# Metacyclops hirsutus
Metacyclops hirsutus is een eenoogkreeftjessoort uit de familie van de Cyclopidae. De wetenschappelijke naam van de soort is voor het eerst geldig gepubliceerd in 1994 door Carlos Eduardo Falavigna da Rocha.